# Natalia González Figueroa
Natalia González Figueroa (* 1979 in Buenos Aires) ist eine argentinische Pianistin.

## Leben
González hatte ab dem siebenten Lebensjahr Musikunterricht bei Reyna Gerstell. Ab 1989 studierte sie am Nationalkonservatorium Carlos López Buchardo Klavier bei Laly Escobar. Außerdem besuchte sie Kurse und Meisterklassen von Antonio de Raco, Albert Atenelle, Boris Petrushansky, Gabor Eckhardt, Alberto Portugheis und Maria Teresa Carunchio. Von 2001 bis 2004 studierte sie in Madrid bei Gabriel Loidi Lizaso und Pablo Mielgo, besuchte Meisterklassen und Kurse bei Manuel Carra und Ricardo Requejo, Manuel Carra und Antonio Iglesias und nahm an den Internationalen Sommerkursen Alter Musici in Cartagena mit Albert Antenelle teil. Als Teilnehmerin des International Bartók’s Seminary and Festival 2004 nahm sie Unterricht bei Gabór Ekhardt.
Seit ihrem Debüt im Alter von acht Jahren trat González als Klaviersolistin in Argentinien, Venezuela, Spanien, Italien, Frankreich und Großbritannien auf. Später wandte sie sich verstärkt der Kammermusik zu. In Buenos Aires gründete sie das Duo Kovacz-González (Saxophin-Klavier), das Kaunissimo-Duo (Cello und
Klavier) und das Artemise-Quartett. In Madrid gehörte sie zu den Gründern des Piacevole Chamber Group und trat mit dem Soto Mesa Chamber Orchestra unter Leitung von Pablo Mielgo und dem Orquesta de Jóvenes Virtuosos de la C.A.M. unter Leitung von Francisco Estévez auf.
2006 unternahm sie mit dem Dirigenten Régulo Stabilito durch Kolumbien, bei der sie mit verschiedenen Sinfonieorchestern in acht Städten des Landes auftrat. 2008 erhielt sie ein Stipendium des italienischen Staates für ein  Kammermusikstudium an der Accademia Nazionale di Santa Cecilia bei Rocco Filippini. 
Mit dem Kontrabassisten Sergio Rivas gründete sie das Duo Rivas/González für zeitgenössischen Tango, mit der Sopranistin Ana Durañona das Duo Canto de Latinoamerica. Mit den Komponisten Lucio Bruno-Videla und Cristian Axt (dessen Klavierkonzert Estampas Argentinas sie im gleichen Jahr
uraufführte) gründete sie 2009 die Sonidos Argentinos. Auf ihrer CD Concierto Tango spielt González vom Tango inspirierte Musik zeitgenössischer argentinischer Komponisten.

## Quelle
- DANIEL Artists - Natalia González Figueroa

| Personendaten    | Personendaten              |
| ---------------- | -------------------------- |
| NAME             | González Figueroa, Natalia |
| KURZBESCHREIBUNG | argentinische Pianistin    |
| GEBURTSDATUM     | 1979                       |
| GEBURTSORT       | Buenos Aires               |